# Rolf Bobe
Rolf Bobe (* 15. Juni 1920 in Dittmannsdorf; † 7. November 1999 in Dresden) war ein deutscher Ingenieur und Hochschullehrer.

## Leben
Nach dem Schulbesuch studierte er an der Technischen Universität Dresden und promovierte zum Dr.-Ing. 1961 habilitierte er sich an der Technischen Universität Dresden zum Dr. sc. techn., wo er daraufhin Dozent wurde. Im darauffolgenden Jahr erfolgte seine Ernennung zum kommissarischen Direktor des Instituts für Geotechnik an der Hochschule für Verkehrswesen „Friedrich List“ (HfV) in Dresden. 1963 wurde er mit der Wahrnehmung der Professur und der Leitung des Lehrstuhls für Bodenmechanik, Erd- und Grundbau beauftragt. 1970 erfolgte seine Ernennung zum ordentlichen Professor und Direktor der Sektion 5 (Verkehrsbauwesen) an der Hochschule für Verkehrswesen „Friedrich List“. 1974 wurde er Professor für Geotechnik an der HfV und 1985 emeritiert.
Er war Mitglied der Kammer der Technik und der Deutschen Gesellschaft für Erd- und Grundbau.
Nach seinem Tod 1999 wurde er auf dem Striesener Friedhof in Dresden beigesetzt.

## Schriften (Auswahl)
- Beitrag zur Berechnung halbrahmenartiger Schleusenkörper. o. O., o. J. [1958].
- Zur Frage des belastungsnullpunktes bei Rammträgerwänden, 1963.
- (mit Claus Göbel): Grundbaustatik in Lehrprogrammen und Beispielen. Berlin 1971 (mehrere Ausgaben).
- (mit Claus Göbel): Grundbaustatik in Lehrprogrammen und Beispielen. Köln o. J. [1972].
- Verfahren zur EDV-getützen Berechnung von Gründungsbalken und einachsig ausgesteiften Gründungsplatte auf ungleichförmigen Baugund. 1976.
- (mit Helga Hubáček): Lehrbriefe für das Hochschulfernstudium. Teil: Bodenmechanik, Lehrbrief 1. Zentralstelle für das Hochschulfernstudium, Dresden o. J. [1980].
- (mit Helga Hubáček): Lehrbriefe für das Hochschulfernstudium. Teil: Bodenmechanik, Lehrbrief 2. Zentralstelle für das Hochschulfernstudium, Dresden o. J. [1980].
- (mit Helga Hubáček): Lehrbriefe für das Hochschulfernstudium. Teil: Bodenmechanik, Lehrbrief 3. Zentralstelle für das Hochschulfernstudium, Dresden o. J. [1980].
- (mit Helga Hubáček): Bodenmechanik. Berlin o. J. [1984].
- (mit Helga Hubáček): Bodenmechanik. Wiesbaden, Berlin 1984.

## Ehrungen
- Verdienter Techniker des Volkes
- Verdienter Aktivist